# Lepidactylus dytiscus
Lepidactylus dytiscus är en kräftdjursart som beskrevs av Thomas Say 1818. Lepidactylus dytiscus ingår i släktet Lepidactylus och familjen Haustoriidae. Inga underarter finns listade i Catalogue of Life.